# 김예지 (배구 선수)
김예지(1995년 6월 20일~)는 대한민국의 여자 배구 선수이다. 2014년 9월 11일에 열린 2014-2015 시즌 여자 신인선수 드래프트에서 2라운드 4순위로 한국도로공사 하이패스 제니스에 입단하였다.

## 프로리그

### 성남 한국도로공사 하이패스 제니스 (2014-2015 시즌)
정대영, 장소연 등 두터운 도로공사 센터진 때문에 기회를 얻지 못했다지만 소속 팀의 정규 리그 1위가 확정되자, 출전 시간을 얻을 수 있었다. 시즌 마지막 KGC 인삼공사와의 경기에서 자신의 프로리그 최고 득점을 기록했다.

## 수상 경력
- V리그 개인 최다 득점

2015년 3월 12일 KGC 인삼공사전 7득점(공격 2점, 블로킹 3점, 서브 2점)